# Gekuppelt (Architektur)

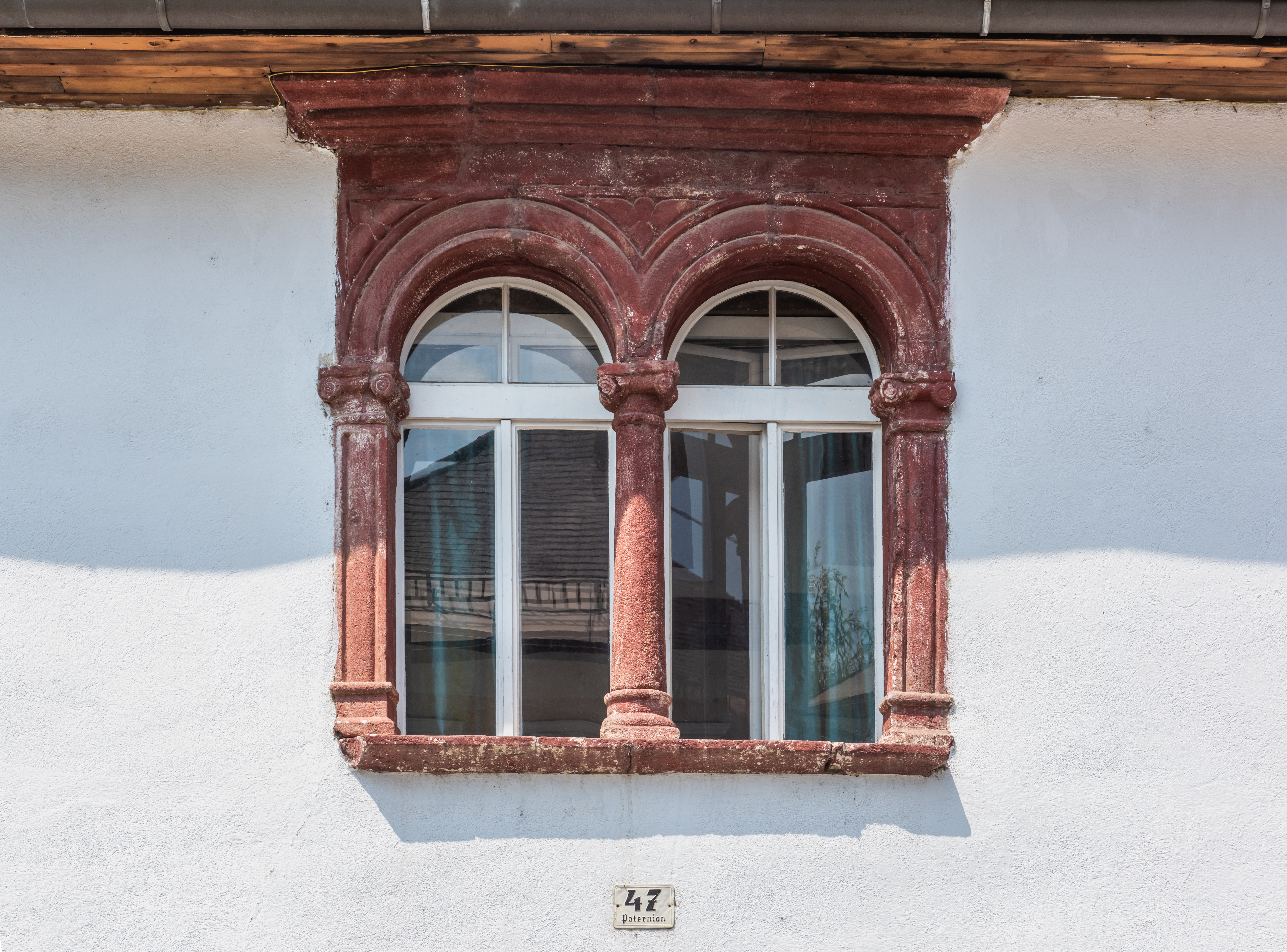
Gekuppeltes Fenster, hier ein Biforium (Paternion, Bahnhofstraße 47)

Unter gekuppelt, bisweilen auch gekoppelt, versteht man in der Architektur gleichartige und nebeneinanderliegende Bauteile, die durch ein gemeinsames Bauglied miteinander verbunden sind. Diese verbundenen Bauteile werden damit zu einer gemeinsamen Gruppe zusammengefasst, es entsteht eine betonte Zuordnung.

## Fenster
Ein gekuppeltes Fenster (auch Koppelfenster) ist ein gestalterisch zusammengefasstes Fenster, das aus zwei oder mehr (Biforium, Triforium, Tetraforium, Pentaforium) Fensteröffnungen besteht.

## Säulen

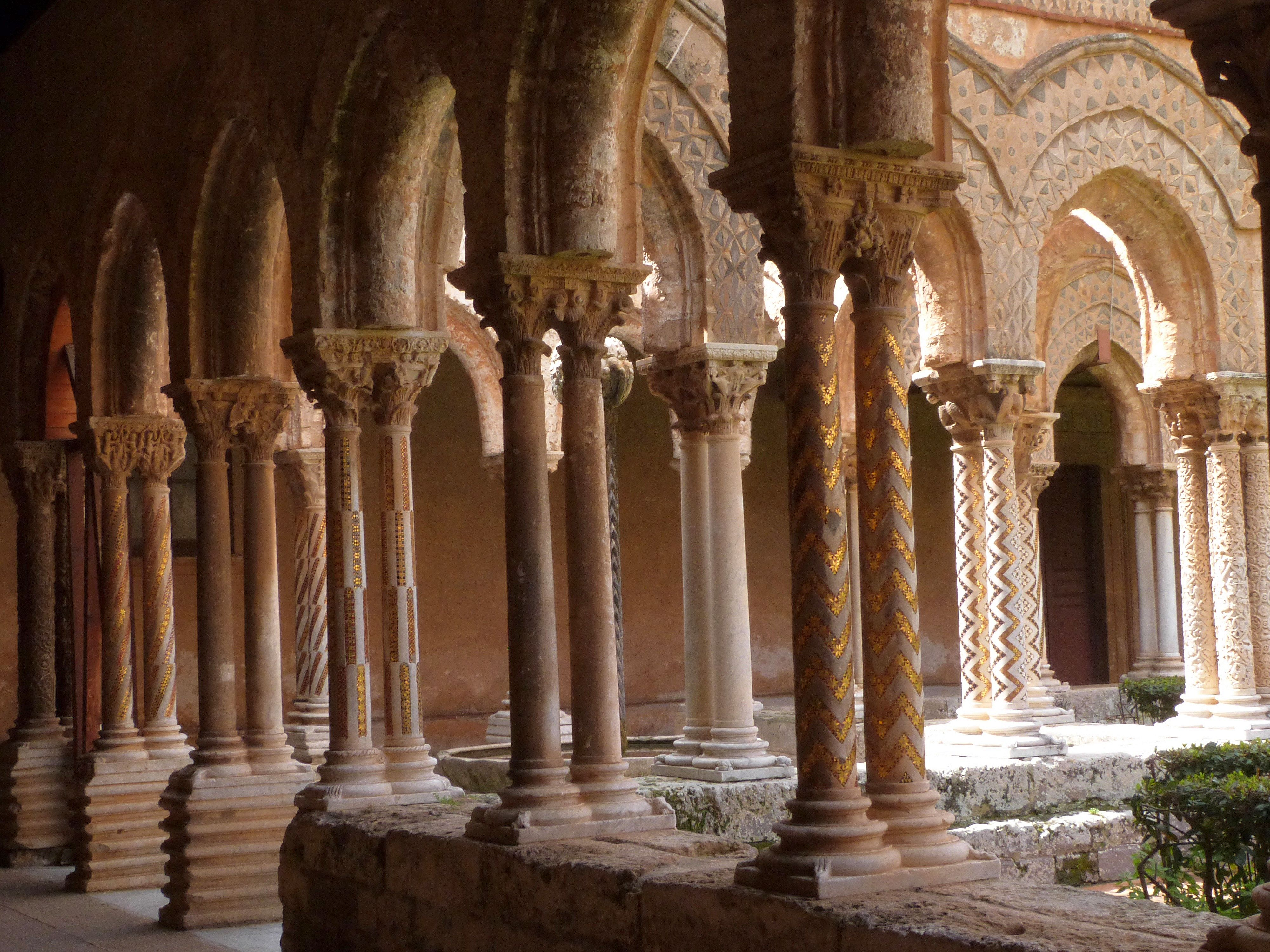
Gekuppelte Säulen (Kreuzgang der Kathedrale von Monreale)

Gekuppelte Säulen sind zwei oder mehr, dicht nebeneinanderstehende Säulen, deren Basen und Kapitelle einander berühren oder miteinander verschmelzen.

## Träger
Gekuppelter Träger bezeichnet einen aus Segmenten zusammengesetzten Eisenträger, der als Unterzug verwendet wurde. Diese historische Konstruktion spielt heute keine Rolle mehr.

## Doppelhäuser
In Österreich existiert der Begriff der gekuppelten Bauweise. Gemeint sind zwei benachbarte Doppelhaus-Hälften, die über eine gemeinsame Gebäudetrennwand verfügen.